# Stay Another Day
Stay Another Day ist ein Popsong der britischen Boygroup East 17. Das Lied wurde Ende 1994 veröffentlicht und erreichte den begehrten Status als Weihnachts-Nummer-eins-Hit in den britischen Singlecharts. Auch in Dänemark, Irland, und Schweden stieg das Lied bis auf Platz eins und wurde so zum größten Hit der Band. Die nächsten Jahre platzierte sich die Single immer wieder in den britischen Charts zur Weihnachtszeit.

## Hintergrund
Stay Another Day war die dritte Single-Auskopplung aus dem Album Steam, dem zweiten Album von East 17, und die erste Ballade, die die Band veröffentlichte. Tony Mortimer, der Haupt-Songwriter der Gruppe, verarbeitete in dem Lied den Selbstmord seines Bruders Ollie. Bei der Komposition wurde er von seinem Co-Manager Rob Kean und dem Songschreiber Dominic Hawken unterstützt. Das Arrangement des Liedes enthält am Ende Glockenklänge, mit denen bewusst versucht wurde, den lukrativen Weihnachtssingle-Markt anzusprechen.

## Musikvideos
Für das Lied wurden zwei Musikvideos gedreht: Ein Video besteht aus Aufnahmen der Bandmitglieder, die das Lied in einem Studio einsingen, das andere zeigt die Band in weißen, pelzigen Parkas und schwarzen Lederjacken vor einem schwarzen Hintergrund. Eine Frau in Kleid und Schleier erscheint ebenfalls, während es schneit. Das letztere Video wird normalerweise um Weihnachten herum gezeigt, während die erste Version außerhalb der Weihnachtszeit gezeigt wird.

## Rezeption

### Chartplatzierungen
| Periode   | Höchstplatzierung, GesamtwochenChartplatzierungen (Periode, Platzierungen, Wochen) | Höchstplatzierung, GesamtwochenChartplatzierungen (Periode, Platzierungen, Wochen) | Höchstplatzierung, GesamtwochenChartplatzierungen (Periode, Platzierungen, Wochen) | Höchstplatzierung, GesamtwochenChartplatzierungen (Periode, Platzierungen, Wochen) |
| Periode   | DE                                                                                 | AT                                                                                 | CH                                                                                 | UK                                                                                 |
| --------- | ---------------------------------------------------------------------------------- | ---------------------------------------------------------------------------------- | ---------------------------------------------------------------------------------- | ---------------------------------------------------------------------------------- |
| 1994/95   | DE4 (19 Wo.)DE                                                                     | AT2 (14 Wo.)AT                                                                     | CH2 (24 Wo.)CH                                                                     | UK1 (23 Wo.)UK                                                                     |
|           |                                                                                    |                                                                                    |                                                                                    |                                                                                    |
|           |                                                                                    |                                                                                    |                                                                                    |                                                                                    |
| 2008/09   | —                                                                                  | —                                                                                  | —                                                                                  | UK81 (2 Wo.)UK                                                                     |
| 2009/10   | —                                                                                  | —                                                                                  | —                                                                                  | UK97 (2 Wo.)UK                                                                     |
|           |                                                                                    |                                                                                    |                                                                                    |                                                                                    |
|           |                                                                                    |                                                                                    |                                                                                    |                                                                                    |
| 2011/12   | —                                                                                  | —                                                                                  | —                                                                                  | UK81 (2 Wo.)UK                                                                     |
| 2012/13   | —                                                                                  | —                                                                                  | —                                                                                  | UK79 (3 Wo.)UK                                                                     |
| 2013/14   | —                                                                                  | —                                                                                  | —                                                                                  | UK68 (3 Wo.)UK                                                                     |
| 2014/15   | —                                                                                  | —                                                                                  | —                                                                                  | UK72 (3 Wo.)UK                                                                     |
| 2015/16   | —                                                                                  | —                                                                                  | —                                                                                  | UK81 (2 Wo.)UK                                                                     |
| 2016/17   | —                                                                                  | —                                                                                  | —                                                                                  | UK67 (2 Wo.)UK                                                                     |
| 2017/18   | —                                                                                  | —                                                                                  | —                                                                                  | UK76 (1 Wo.)UK                                                                     |
| 2018/19   | —                                                                                  | —                                                                                  | —                                                                                  | UK36 (3 Wo.)UK                                                                     |
| 2019/20   | —                                                                                  | —                                                                                  | —                                                                                  | UK35 (4 Wo.)UK                                                                     |
| 2020/21   | —                                                                                  | —                                                                                  | —                                                                                  | UK95 (1 Wo.)UK                                                                     |
| 2021/22   | —                                                                                  | —                                                                                  | —                                                                                  | UK75 (2 Wo.)UK                                                                     |
| 2022/23   | —                                                                                  | —                                                                                  | —                                                                                  | UK77 (1 Wo.)UK                                                                     |
| 2023/24   | —                                                                                  | —                                                                                  | —                                                                                  | UK53 (3 Wo.)UK                                                                     |
| 2024/25   | —                                                                                  | —                                                                                  | —                                                                                  | UK53 (3 Wo.)UK                                                                     |
| Insgesamt | DE4 (19 Wo.)DE                                                                     | AT2 (14 Wo.)AT                                                                     | CH2 (24 Wo.)CH                                                                     | UK1 (60 Wo.)UK                                                                     |

| ChartsJahrescharts (1995) | Platzierung |
| ------------------------- | ----------- |
| Deutschland (GfK)         | 32          |
| Österreich (Ö3)           | 14          |
| Schweiz (IFPI)            | 17          |

### Auszeichnungen für Musikverkäufe
| Land/Region                  | Auszeichnungen für Musikverkäufe (Land/Region, Auszeichnung, Verkäufe) | Verkäufe  |
| ---------------------------- | ---------------------------------------------------------------------- | --------- |
| Australien (ARIA)            | Gold                                                                   | 35.000    |
| Deutschland (BVMI)           | Gold                                                                   | 250.000   |
| Österreich (IFPI)            | Gold                                                                   | 25.000    |
| Schweden (IFPI)              | Gold                                                                   | 25.000    |
| Schweiz (IFPI)               | Gold                                                                   | 25.000    |
| Vereinigtes Königreich (BPI) | 2× Platin                                                              | 1.200.000 |
| Insgesamt                    | 5× Gold · 2× Platin ·                                                  | 1.560.000 |

## Coverversionen
Am 16. Dezember 2002 veröffentlichte die Girlgroup Girls Aloud eine Coverversion des Songs.
Am 3. Dezember 2019 lud London Recordings eine neue Version des Liedes auf YouTube hoch, aufgeführt vom Waltham Forest Youth Choir, mit Mortimer am Klavier. Mortimer selbst erscheint in dem Video. Das Video unterstützt die britische Campaign Against Living Miserably.